# Јохан Ремен Евенсен
Јохан Ремен Евенсен (норв. Johan Remen Evensen; 16. септембар 1985) бивши је норвешки ски скакач. Дебитовао је у светском купу у сезони 2008/09 са 23 године. У светском купу од 2008. до 2012. године је забележио једну победу, а на подијум се пењао 6 пута. Остао је упамћен по скоку од 246,5м у Викерсунду 2011. и тиме постао актуелни светски шампион по дужини скока.